# Ahmadijja

ahmadijja zászló

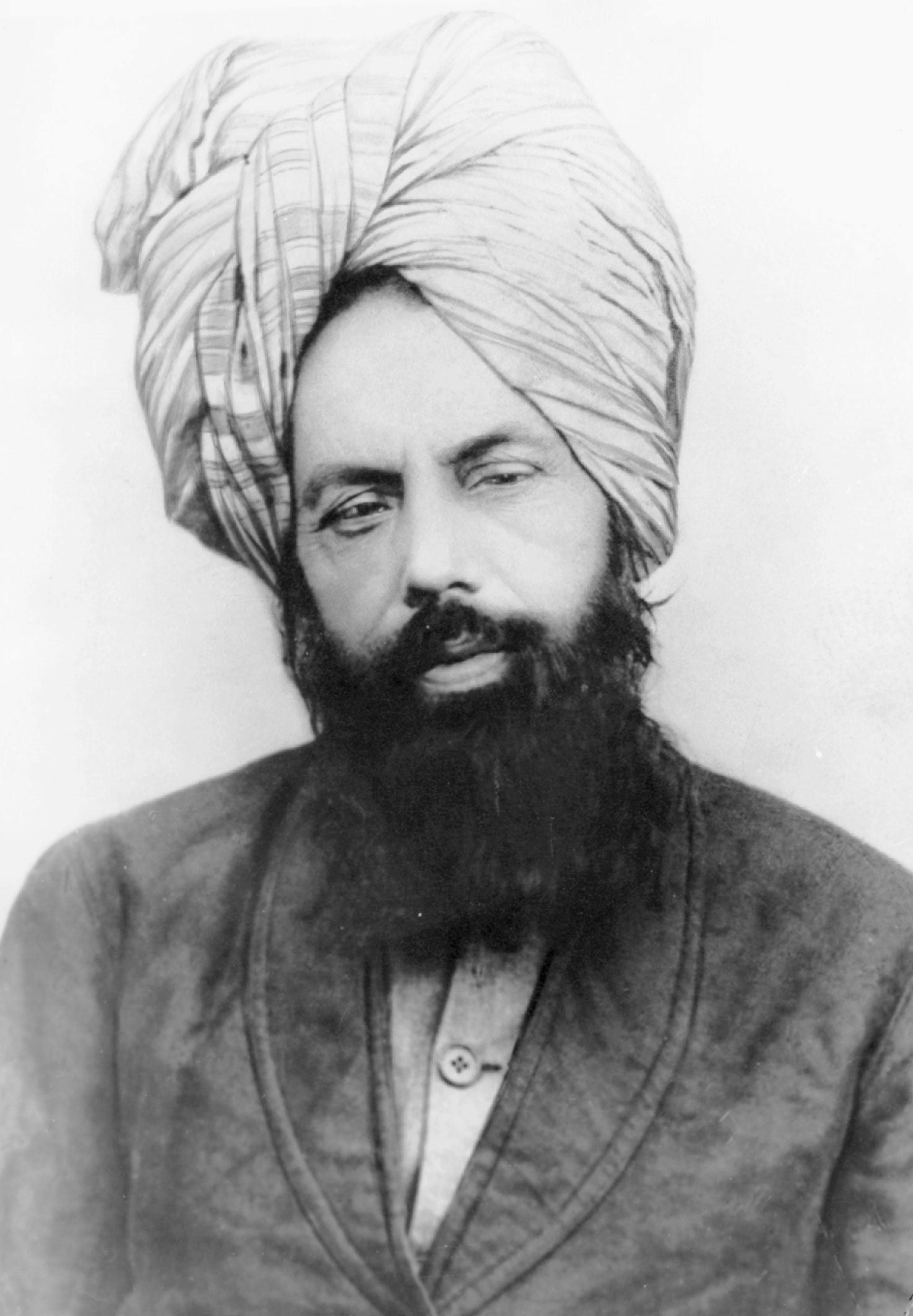
Mirza Ghulam Ahmad

Az ahmadijja (urdu: احمدیہ; egyéb átírásokban ahmadíja, ahmadíjja, ahmadi; más néven: kadiánik) az indiai iszlám vallástudós, Mirza Ghulam Ahmad  (Kadiáni) (1839–1908) tanításán alapuló, az iszlámból kiinduló vallási irányzat.
Bár számos iszlám hittételt elfogadtak, sok muszlim úgy véli, hogy az ahmadijják kafírok, azaz eretnekek. Mivel vezérüket messiásnak tekintik, kitiltották őket Mekkából.

## Ágaik

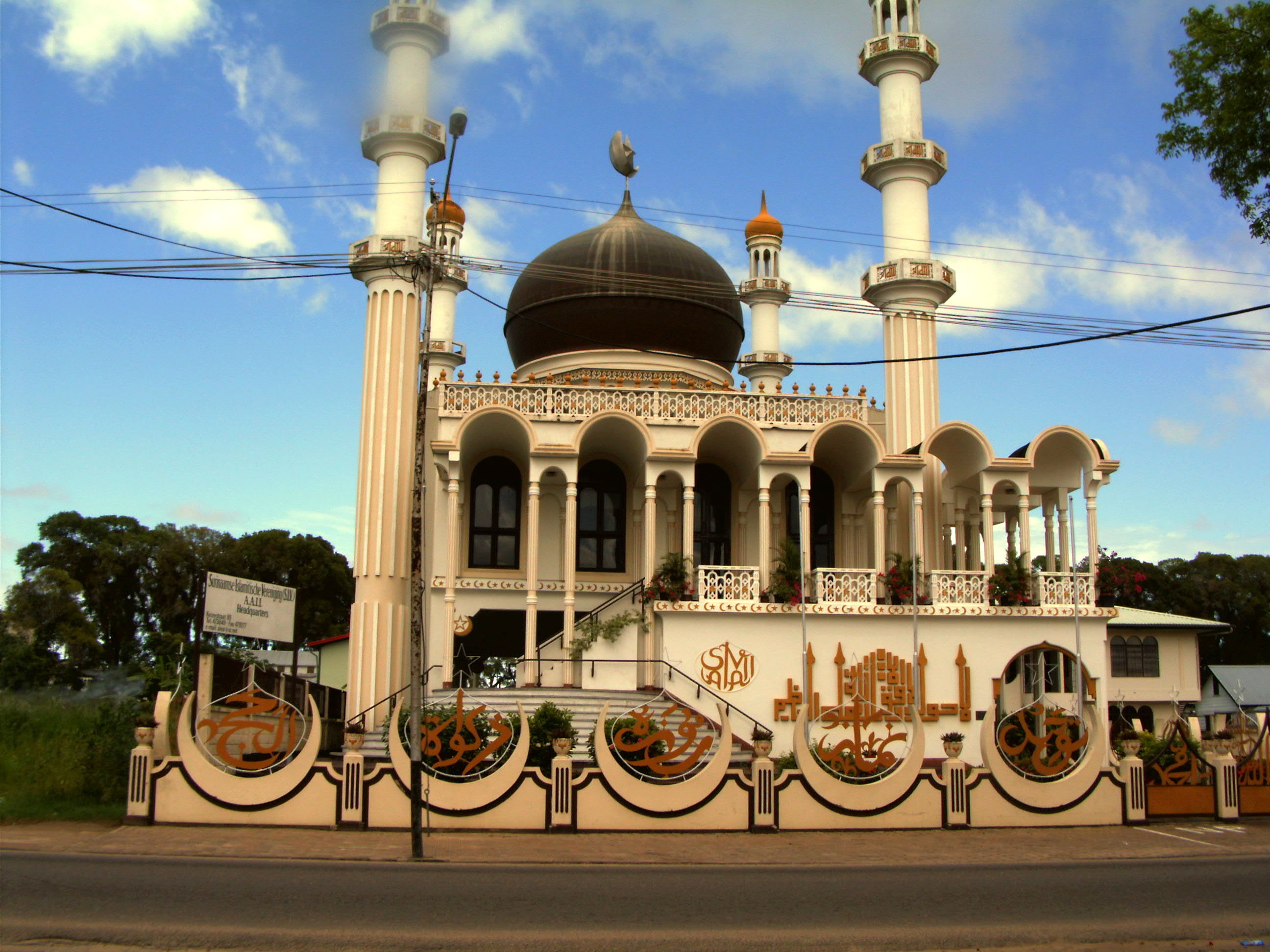
Ahmadijja mecset Surinameban, Paramaribo

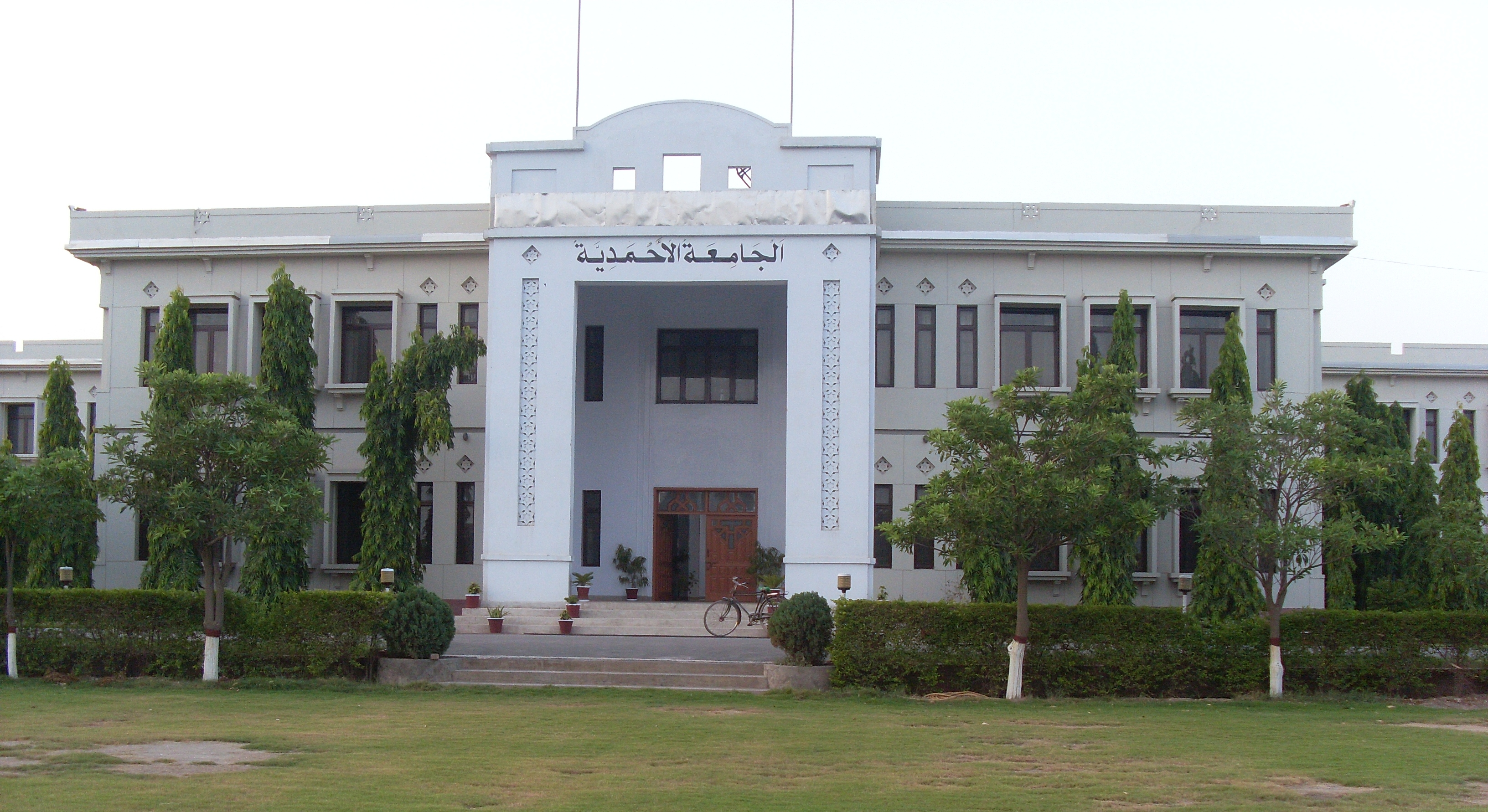
Ahmadijja Teológiai Főiskola Pakisztánban (Rabwah)

Két csoportjuk létezik: 
- „Ahmadijja Muszlim Közösség (Dzsamāat)” (AMJ) (arab: الجماعة الإسلامية الأحمدية),

Az AMJ Mirza G. Ahmad-ra összpontosít és elfogadja az őt követő vezetőket (kalifa).
Saját adatai szerint több mint 190 országban vannak jelen. Csak Németországban mintegy 40 ezer tagjuk van és itt 50 mecsetet üzemeltetnek (a 2010-es években).
- „Lahúr-i Ahmadijja Mozgalom az iszlám tudás terjesztésére” (Ahmadijja Andzsuman-i Isāt-i Iszlám Lāhaur) (AAIIL) (urdu: أحمديه أنجمن اشاعت اسلام لاهور),

Az AAIIL-ban a közösséget egy központi tanács irányítja, de a Koránon, hadíszon és szunnán kívül az alapító Mirza G. Ahmad írásai és kinyilatkoztatásai is nagy jelentőséggel bírnak.

## Történet
A 19. század végén Pandzsábban Mirza G. Ahmad misztikus tartalmú írásokkal lépett fel és azt állította, hogy ő a Mahdí, a Messiás, amelyet később azzal is kiegészített hogy, Buddha, Krisztus és Krisna avatárja, Mohamed próféta megjelenése egy személyben. Hirdette, hogy a legfontosabb feladat a muszlimok felébresztése. Fellépésének hatására 1889-ben egy mozgalom jött létre. Követői, akik főleg a középosztályból származtak, 1901-ben Ahmadijja Muzulmánok néven regisztrálták magukat a brit indiai kormány hivatalos népszámlálási listáiban. Korábban a kadiánik néven ismerték őket.
Hívei aztán két ágra szakadtak, az egyik csoport fenntartotta Mirza G. Ahmad összes tanítását, és őt prófétának tekintette, a másik csoport csak muddzsaddid-nak, vallási újítónak, és ők igyekeztek elkerülni a többi muszlimmal szembeni összeütközést.
A muszlimok közül sokan bírálták őket és eretnekként tekintettek rájuk. Megmozdulásokat is szerveztek ellenük, majd 1974-ben Pakisztánban a Nemzetgyűlés kizárta a tagjaikat az iszlám közösségből. Tíz évvel később az ország elnöke már büntetést szabott ki azokra, akik az ahmadijjákat iszlám vallásnak tekintették. Pakisztánból aztán nagy arányú kivándorlás vette kezdetét, és Londonba helyezték át a székhelyüket.
Az ahmadijják erős missziós érzülettel rendelkeznek, és az első muszlim misszionárius szervezeteket alapították, hogy Nagy-Britanniában és más nyugati országokban szolgálati munkát végezzenek. Berlinben, Londonban saját mecsetük, központi sajtóirodájuk van, lapokat és folyóiratokat adnak ki, nyilvános előadásokat és felolvasásokat tartanak. Nyugaton ma az Egyesült Államokban van a legtöbb hívük.
Becslések szerint napjainkban világszerte 15 és 20 millió között van a létszámuk, ebből kb. fele él Dél-Ázsiában.

## Jellemzők

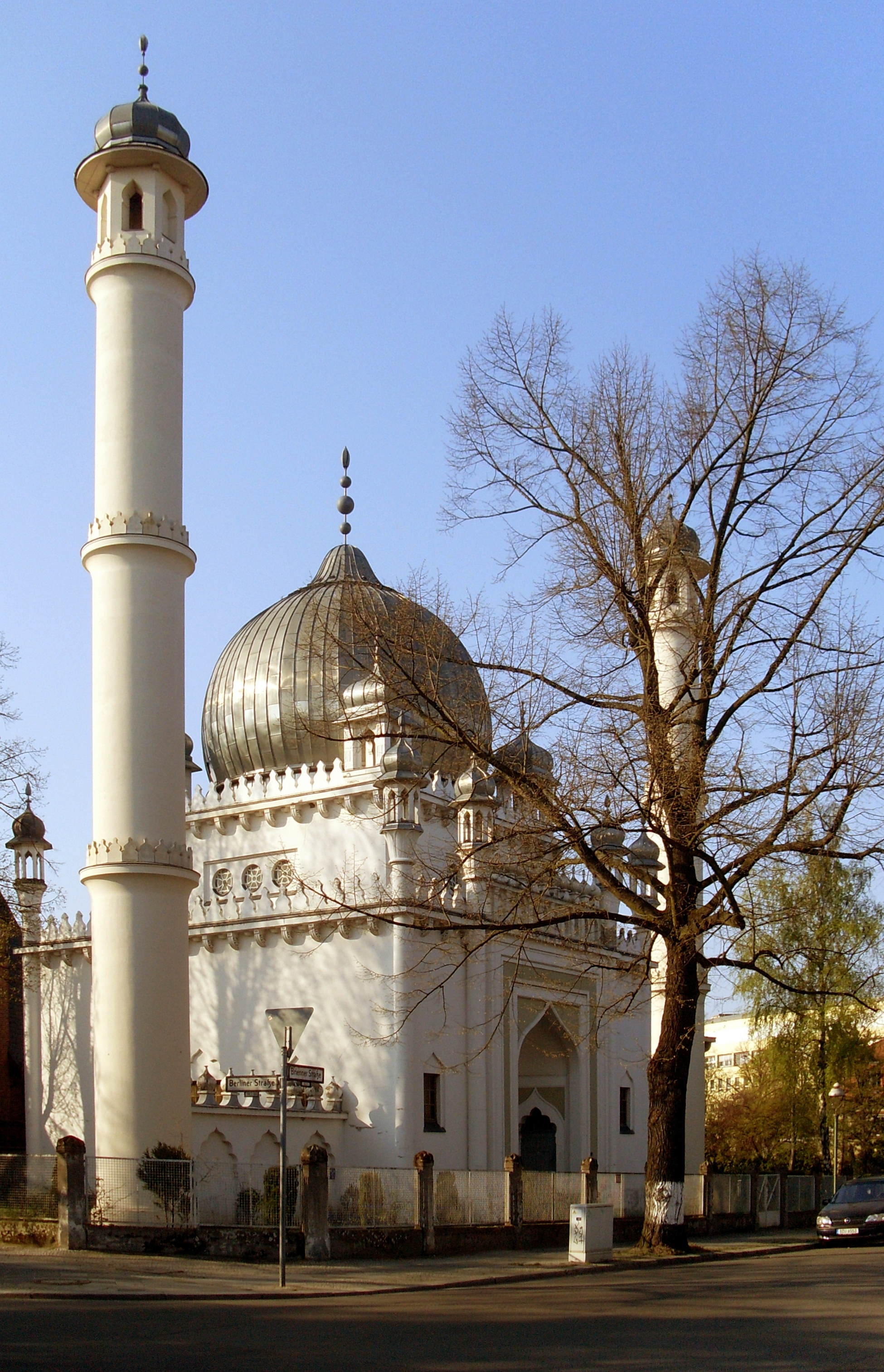
Az 1924-ben alapított berlini mecsetük (Wilmersdorf)

Mirza G. Ahmad dogmatikus különbségeken felülemelkedő testvéri szeretetet és békességet hirdetett. A vérontást és háborút a közösség elítéli, a szent háborút (dzsihád) tanaiban eltörölte. Propagandájuk pusztán a szóval és tollal való hirdetésre szorítkozik.
A régi vallások prófétái által hirdetett, „egy akol egy pásztor” eszményét csak a vallási béke alapján lehet megvalósítani, így a vallásbéke hirdetője, tehát Mírza Gulám Ahmad a legeszményibb tanító.
Nézetük szerint Íszá (Jézus) sem halt meg a kereszten és nem is került a mennybe, hanem Indiába ment és ott tanított haláláig.
Vallásuknak zsinórmértéke a Korán, de isteni kinyilatkoztatásnak tekintik a többi vallás szent könyveit is, de mivel tanaik a Koránban úgyis szerepelnek, külön-külön nem hivatkoznak rájuk.
Missziós tevékenységük kiemelkedő; A World Christian Encyclopedia szerint az ahmadijja a világ leggyorsabban növekvő iszlám közössége, valamint a második leggyorsabban növekvő vallási csoport.
A harmadik világban, elsősorban Nyugat-Afrikában a mecseteken kívül kórházakat, iskolákat is építenek.

## Fordítás
- Ez a szócikk részben vagy egészben  az   Ahmadiyya című német Wikipédia-szócikk fordításán alapul.  Az eredeti cikk szerkesztőit annak laptörténete sorolja fel. Ez a jelzés csupán a megfogalmazás eredetét és a szerzői jogokat jelzi, nem szolgál a cikkben szereplő információk forrásmegjelöléseként.